# Conte russe
Pour un article plus général et les contes littéraires (Pouchkine...), voir Littérature russe.

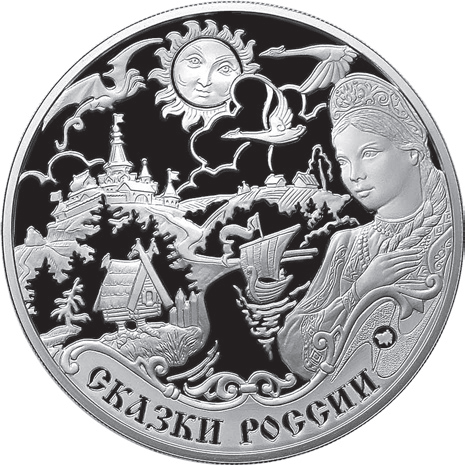
Pièce de monnaie de la Banque de Russie consacrée aux contes russes (3 roubles, 2009, avers).

Les contes traditionnels, ou contes populaires (narodnye skazki) occupent une place importante dans la culture russe. Ils sont également populaires dans les cultures biélorusse et ukrainienne.

## La tradition orale russe

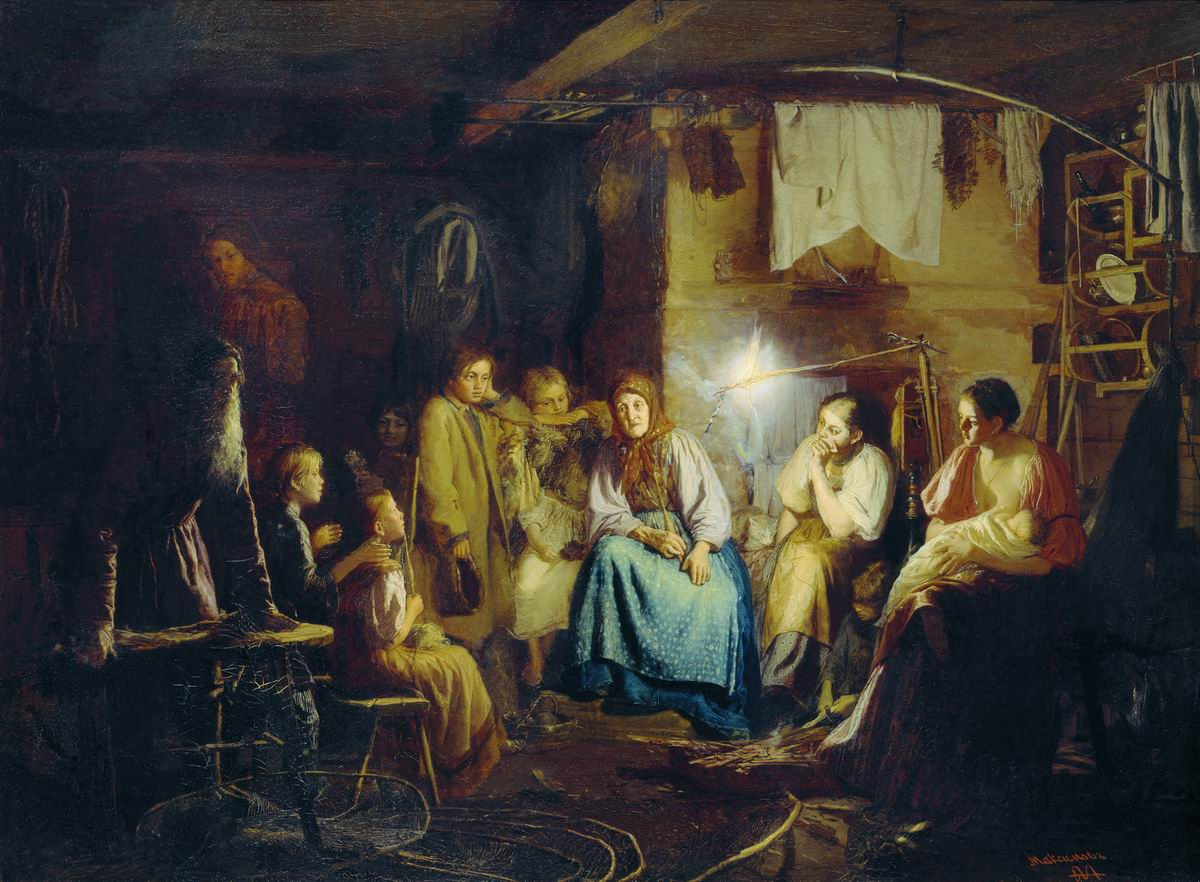
Vassily Maksimov, Contes de grand-mère, 1867

La tradition orale russe est riche et foisonnante. Elle est l'œuvre du peuple paysan qui constituait 90 % de la population et est resté analphabète jusqu'aux années 1930. Recueillie à partir du milieu du XIXe siècle, elle comporte de nombreux genres (contes, chants épiques, ballades, chansons de toutes sortes, proverbes, incantations, lamentations, etc.). Le conte (skazka) y occupe une place de choix. Toute cette littérature orale se distingue par un style et un rythme propres, distincts de ceux de la littérature proprement dite. Le goût pour le divertissement, la recherche de la formule jolie, l'art de dire en font un des charmes. Tout ce folklore est souvent imprégné de musique. Les écrivains, les peintres, les compositeurs y ont souvent trouvé leur inspiration (Pouchkine, Gogol, Rimski-Korsakov, Prokofiev, Stravinsky, Chagall…). Le conte est souvent devenu ballet musical. Ivan Bilibine reste l'illustrateur de contes le plus célèbre, même si on peut mentionner aussi Victor Vasnetsov ou Boris Zvorykine (émigré en France).
Le conte, populaire ou traditionnel, russe est le genre folklorique le plus connu. Très apprécié des enfants, il possède aussi une dimension sociale non négligeable. C'est aussi un des genres les plus étudiés. Comme l'a montré Lise Gruel-Apert, recherches structurales, poétiques, enquêtes typologiques et historiques, voire préhistoriques, se sont succédé.

## Collecte et étude du conte populaire
Pas plus que pour le reste du folklore, il n'y a d'enregistrement avant le XVIIIe siècle. Pendant tout le Moyen Âge russe, les contes sont tenus pour « l'œuvre du démon » et bannis de toute écriture.
Au XVIIIe siècle, la littérature de colportage édite des récits semi-folkloriques. Les premiers recueils de contes, remaniés, paraissent (voir celui de Bronnitsyne). Le premier recueil de contes populaires russes est celui d'Alexandre Afanassiev. Ces contes (près de 600) proviennent d'archives, de collections déjà constituées, comme celle de Vladimir Dahl. Afanassiev n'est ni un collecteur ni un folkloriste à proprement parler (le mot n'existe pas à l'époque), mais un éditeur d'archives. Après le précurseur Pavel Iakouchkine, le premier véritable collecteur de contes est le révolutionnaire Ivan Khoudiakov (1860). Les recueils suivants (ceux de Sadovnikov, Ontchoukov, Zelenine, les frères Boris et Iouri Sokolov…) sont plus proches des exigences actuelles de collecte.
L'étude des contes populaires (ou traditionnels) russes commence également avec Afanassiev, partisan d'une théorie mythologisante et indo-européanisante du conte. Puis viennent Bouslaïev qui se range à la théorie des emprunts, Potebnia qui assume une théorie mythologique améliorée. La théorie anthropologiste anglaise d'Andrew Lang a du succès. Elle influence Aleksandr Vesselovsky (1838–1906), qui met au point une méthode de poétique historique et qui dégage dans le conte les éléments stables et les éléments variables. Ce système a une grosse influence sur le folkloriste professionnel Vladimir Propp qui se reconnaît comme son disciple. Dans son livre Morphologie du conte, paru en 1928, il étudie la composition du conte merveilleux. Il met l'accent sur les fonctions, c'est-à-dire les « actions des personnages faisant progresser le sujet / l'intrigue. » Il dégage ainsi 7 rôles, et 31 fonctions allant souvent par paire.
Entre 1930 et 1946, Propp publie une série d'articles dans lesquels il recherche la genèse des contes merveilleux, recherches qui aboutissent en 1946 à la publication de son ouvrage de fond : Les Racines historiques du conte merveilleux : il remonte aux rites d'initiation et aux conceptions de la mort dans les sociétés dites primitives. Ses études de la baba Yaga (chapitre III) et celle du dragon (chapitre VII) sont particulièrement fournies et intéressantes. Ses disciples, Mélétinsky et Ioudine, étudient, le premier, le héros victime, le second la transformation des contes merveilleux en contes réalistes.
En France, c'est essentiellement la collecte d'Afanassiev (désormais traduite pour sa plus grande partie) et les études de Propp qui sont (un peu) connues du public ; les nombreux autres recueils de contes publiés en Russie, ainsi que les études russes à ce sujet, restent quasiment hors d'atteinte, en l'absence de traductions.

## Classification des contes traditionnels russes
Afanassiev est le premier à classer en 1871 les contes en trois catégories essentielles : contes d'animaux, contes merveilleux, contes dits réalistes. Cette classification a été retenue par Antti Aarne. Elle est adoptée par Propp qui y joint les contes cumulatifs. On a ainsi quatre catégories.
Il y aurait toutefois lieu de tenir compte d'autres catégories encore, telle que celle des contes érotiques, ou plutôt pornographiques (censurés par le pouvoir tsariste, puis soviétique), ou encore celle des contes épiques, versions en prose des bylines : Afanassiev lui-même a par exemple inclus dans son recueil l’Histoire du glorieux Ilia de Mourome et du Brigand Rossignol (n° 174a / 308). Toute une série de contes, qui peut être classée dans une catégorie des « contes effrayants » (strachnye skazki), évoque des revenants (ou des « vampires ») et des pratiques magiques. (On peut douter qu'il y ait là de nouvelles catégories: en effet: 1. Les contes érotiques font partie des contes "réalistes"; 2. Les contes "épiques" ne sont pas des contes mais des bylines dégénérées; 3.Les récits sur les morts et autres vampires ne sont pas des contes.) [réf. nécessaire]

## Les contes d'animaux
Les contes d'animaux (skazki o jivotnykh) ne sont pas très nombreux dans la tradition russe (ils sont plus fréquents dans le folklore ukrainien). Ils constituent cependant les 90 premiers textes du recueil d'Afanassiev. Cependant, d'après Propp, parmi ces contes, beaucoup ne sont pas des contes d'animaux. Ainsi, Le Loup idiot est un conte cumulatif, Le Loup et la Chèvre a la composition d'un conte merveilleux, nombre de ces contes proviennent de fables ou sont des contes satiriques d'origine livresque (Le Coq et la Renarde).
Le véritable conte d'animaux est fondé sur une rencontre entre deux protagonistes (Le Renard et le Loup), l'un fort, l'autre faible, l'un bête, l'autre malin, avec filouterie, le faible mais malin triomphant du fort mais bête. Ces histoires de filouterie ont tendance à s'assembler en formant des chaînes (parfois, par un simple : « Un autre jour… »). Ainsi, Le Vol de la renarde, La Renarde sage-femme… La filouterie de la renarde donne aux contes russes un tour de guerre des sexes parfois désopilant. D'autres contes d'animaux ne forment pas d'assemblage et comportent une histoire unique avec début, développement et fin (Le Héron et la Cigogne). Les contes cités figurent dans le recueil d'Afanassiev.

### Origine et évolution
Propp pose le problème de l'origine des contes d'animaux. Notant que la place première revient dans ces contes aux bêtes sauvages et que le thème de la filouterie y est central, il suggère que le noyau d'origine de ces contes remonte à une société dont l'économie était basée sur la chasse. De même que chez les Amérindiens, on racontait avant la chasse des récits où le coyote jouait le rôle central du filou à qui tout réussit (en particulier le succès à la chasse), ce rôle a pu être dévolu au renard dans l'Europe primitive (chez les Tchouktches de Sibérie, il s'agissait du corbeau). De nombreux contes d'animaux (notamment ceux faisant intervenir l'ours ou l'aigle) renvoient aussi au totémisme primitif.
Les contes d'animaux du répertoire russe ont tendance, au XXe siècle, à être considérés comme des contes pour enfants ; ce sont généralement des femmes, des nourrices, ou des enfants eux-mêmes, qui les racontent.

## Les contes merveilleux
Les contes merveilleux (volchebnye skazki) constituent 60 % du recueil d'Afanassiev. Ils sont élaborés au niveau du rythme et du style. Leur composition, remarquable, a donc été dégagée par Vladimir Propp.

### Composition
À la suite de Vessélovski et en accord avec son contemporain Nikiforov, Propp distingue dans le conte merveilleux les éléments stables et les éléments variables. Dans la composition, seuls comptent les éléments stables. Ces éléments stables sont bâtis sur l'existence de fonctions faisant progresser l'intrigue, et de personnages qui assument des rôles. L'auteur recense sept personnages et trente-et-une fonctions. Les sept personnages sont : le héros, le mandataire, l'auxiliaire magique, l'adversaire, la personne quêtée, le faux héros. Les fonctions vont souvent par paire. Citons : le départ / le retour ; la survenue du malheur / la réparation du malheur, l'interdiction / la transgression de l'interdiction… Les épisodes se déroulent sous forme de séquences qui forment des cycles (ход) : le départ du héros, l'intervention du donateur, la réception de l'aide magique, le traversée vers l'autre royaume, le combat, la victoire, la fuite, le mariage, la transfiguration… Il peut y avoir plusieurs cycles dans un conte. Des contes ou des parties de contes peuvent se greffer les uns sur les autres par contamination.
Les contes merveilleux sont pénétrés d'optimisme : le bon droit et les qualités du héros y sont toujours finalement récompensées, et le conte se termine généralement par un mariage et un banquet.

### Style
Les contes merveilleux russes sont composés dans le style imagé propre à toute la tradition orale russe. Les répétitions ternaires sont obligatoires, le rythme est insistant ; on trouve fréquemment des mots rimant entre eux dans une phrase ou une expression. Les nombreux clichés, les « belles formules épiques », suivant l'expression d'Afanassiev, les rendent reconnaissables entre tous les contes. Dus aux limites de la mémoire orale, ces procédés sont en même temps des marqueurs de merveilleux. Citons la formule la plus fréquente de début de conte : « En un certain État, en un certain royaume… » ; celle de la fin du conte : « J'y étais, de la bière et de la vodka on m'a versé, sur mes moustaches elles ont coulé, dans ma bouche rien n'est tombé ! » ; la formule d'accueil du héros par la baba Yaga : « Jusqu'aujourd'hui, je n'avais jamais senti, jamais flairé d'être russe ; mais voici qu'aujourd'hui, il en est un pour venir se jeter dans ma gueule ! » ; la formule définissant la beauté de la princesse recherchée : « Si belle que le pinceau se refuse à la peindre, la plume à la décrire ! ». Outre ces passages obligés, on rencontre parfois des formules qui sont des trouvailles de conteur : « Il avait les moustaches si vastes qu'il y avait suspendu ses moufles pour les sécher après la pluie. » Tel ou tel conteur ne recule pas devant des exagérations comiques, comme celle-ci : Il lança sa massue avec une force telle qu'elle traversa vingt-neuf pays et alla s'écraser dans le trentième ! Le conte fait sa place à l'humour, à l'imagination la plus débridée. Conter faisait dans la Russie paysanne analphabète partie des arts de la parole et les grands conteurs étaient très appréciés.
Un certain nombre de contes commencent par un prologue, qui peut être ou non en rapport avec le conte qui suit. Le prologue est généralement identifié par une formule rituelle du type : Ceci n'est pas encore le conte, le conte va venir ensuite.

### Le merveilleux. L'autre monde.
Les contes merveilleux étaient appelés mythologiques par Afanassiev, Potebnia et autres. Pour Propp, cette première appellation était meilleure. Le conte merveilleux est basé sur une opposition entre deux mondes : ce monde-ci, où vivent le tsar, les généraux, les paysans, les artisans, le héros lui-même et sa famille ; et l'autre monde, monde du merveilleux d'où proviennent les objets magiques (pommes d'or…), les êtres surnaturels (le dragon, parfois la princesse…). Pour Propp, c'est le monde de l'au-delà, le monde d'après la mort. Le monde merveilleux est un condensé de toutes les conceptions de l'outre-tombe à travers les âges (même s'il est souvent décrit comme très semblable à notre propre monde). La baba Yaga est la gardienne du royaume de la mort dans lequel le héros doit pénétrer et d'où il doit revenir. En cela, il est un surhomme et ses pérégrinations peuvent se comparer à celles du chamane. Il est souvent prédestiné par une naissance merveilleuse ou encore par un état de somnolence, de non-être préalable (voir le héros minable, le héros qui reste à dormir sur son poêle).
Certaines séquences du conte merveilleux rappellent les rites d'initiation, ou rites de passage, des jeunes gens des sociétés premières, marquant leur accession à la classe des hommes à marier. Les sévices que subit le héros dans « la petite isba montée sur pattes de poule » (on lui découpe une lanière dans le dos, etc.) seraient à mettre en relation avec ce rite archaïque.
Les métamorphoses du conte merveilleux auraient pour origine le totémisme : les époux ou épouses magiques sont toujours des époux animaux (la princesse est une cane, une grenouille, une ourse… ; Finiste est un faucon) ; l'auxiliaire magique est souvent un animal (cheval, loup, abeilles…) ; l'autre royaume peut avoir un aspect zoomorphe (royaumes des souris, des lions…).
L'autre royaume peut révéler des survivances importantes de « relations matriarcales du passé » (Propp). La baba Yaga est maîtresse de la forêt, des bêtes sauvages, mais aussi de l'univers. La Fille-Roi gouverne l'autre royaume, la princesse impose des tâches redoutables, dont le but est de faire périr le héros : ce dernier ne peut accéder au trône qu'en l'épousant. La succession au trône n'est pas une succession père / fils mais beau-père / gendre,).
Le monde merveilleux du conte est le souvenir lointain de croyances révolues. Les contes remontent souvent à d'anciens mythes auxquels on ne croit plus. Ils sont devenus simples divertissements. Cette conception historico-ethnographique est adoptée en Russie.
Une autre conception, adoptée en Occident, est basée sur une interprétation psychologique / psychanalytique, incapable d'aborder la question du merveilleux, mais mettant en évidence celle de l'initiation sexuelle.
Meletinski, disciple de Propp, étudie le côté victime du héros du conte merveilleux. C'est le cas du dernier des frères, méprisé, celui de l'orpheline de mère, chassée par sa marâtre. Les forces surnaturelles prennent le parti de la victime et le conte devient une réaction de compensation pour les lésés d'un certain ordre social.

### Quelques sujets majeurs de contes merveilleux
Les Trois Royaumes (de cuivre, d'argent et d'or) : trois princesses ont été enlevées et se retrouvent dans chacun des trois royaumes. Le héros et ses frères se mettent à leur recherche, seul le héros parvient au but, combat le (ou les) dragon(s) / (l'Ouragan), ramène les princesses qui roulent leur royaume en œuf et l'emportent avec elles. Les frères essaient de déposséder le héros de sa victoire, en vain.
Les Pommes / L'eau de jeunesse : Trois frères partent quérir l'eau de jeunesse pour leur père malade. Le benjamin parvient au but, fait l'amour avec la princesse guerrière / la Fille-Roi qui les détient, puis combat avec elle. Il l'épousera après avoir déjoué les ruses des frères et, souvent, partira vivre dans son « royaume des filles ».
Sivko-Bourko : Le plus jeune des frères, idiot, passe trois nuits sur la tombe de son père. Il reçoit un cheval magique, Sivko-Bourko, grâce auquel il parviendra à épouser la fille du roi, au grand dam des frères.
Le Pont d'obier : le héros triomphe par trois fois des dragons au pont d'obier (limite de l'autre monde). Puis il affronte les dragonnes et s'en débarrasse plus difficilement. Mariage.
Hélène la Magicienne épousera celui qui sera capable d'échapper à sa vue. Le héros, aidé par le diable, y parvient en se transformant en épingle.
La belle épouse (l'épouse magique) : un garde épouse une femme-oiselle très belle. Séduit par sa beauté, le tsar cherche à se débarrasser du garde. Il lui donne des tâches difficiles dans le but de l'éloigner. Grâce à son épouse et à la famille de celle-ci, le garde revient, tue le tsar, monte sur le trône (voir Va je ne sais où, rapporte je ne sais quoi).
Le cul-de-jatte et l'aveugle: un serviteur aide un tsarévitch à vaincre une preuse guerrière et à l'épouser. Celle-ci se venge en faisant couper les jambes au serviteur. Aidé par son frère que la guerrière a aveuglé, le serviteur parvient à la dompter et à délivrer le tsarévitch (ce sujet de conte est à mettre en rapport avec la légende de Brunehilde et les chants épiques germaniques et russes[réf. souhaitée]).
La belle-fille chassée par la marâtre : orpheline de mère, la belle-fille est envoyée dans la forêt, mais elle est soutenue par les forces surnaturelles. Elle fait un beau mariage. Les demi-sœurs, mises dans la même situation, périssent (thème général présent dans de nombreux contes, dont Morozko).
Finiste-Clair Faucon : un tsarévitch faucon visite de nuit une jeune fille. Les sœurs jalouses font en sorte de le blesser. Il disparaît. La jeune fille se met en quête et le retrouvera après avoir acheté trois nuits à son épouse.
Les beaux-frères animaux (Maria Morevna) : Trois princesses, sœurs du héros, épousent, l'une un faucon, la deuxième un aigle, la troisième un corbeau. Les beaux-frères aident le héros à retrouver sa belle épouse, une guerrière ravie par Kachtchéï l'Immortel.
En visite chez le soleil : Le héros reçoit pour tâche d'aller demander au soleil pourquoi il ne brille plus. En chemin, il rencontre une baleine échouée dont les chairs sont labourées par les paysans. Elle demande à être délivrée. Le Soleil répond: a) qu'il ne brille plus parce qu'il est jaloux de la beauté d'Hélène la Belle; b) que la baleine sera délivrée quand elle aura rejeté les navires qu'elle a ingurgités.
Le Tsar de l'Onde et Vassilissa la Magique, conte très célèbre et très ancien, existant dans toute l'Europe (AT 313). Une version en existe dans le Somadeva, dans l'Antiquité grecque (Jason et Médée). Également sous la forme "Le Diable et la fille maligne". Certaines versions russes contiennent des traits très archaïques, le sujet se décomposant en deux parties :
- 1re partie: Un marchand (un tsar) en voyage s'approche d'un lac pour boire, il est saisi à la barbe par un personnage mystérieux sorti de l'eau (le tsar de l'Onde, le diable) et n'est libéré qu'en promettant sans le savoir son fils nouveau-né.
- 2e partie: le fils, à la puberté, quitte son père et part chez le Monstre. En route, il rencontre la baba Yaga puis Vassilissa la Magique qui le conseillent. Le tsar de l'Onde lui impose des tâches difficiles qu'il ne résout qu'avec l'aide de Vassilissa, devenue sa fiancée. Le jeune couple fuit, est poursuivi (épisode de la fuite magique), parvient chez le père du héros. Celui-ci oublie sa fiancée qui arrive à se rappeler magiquement à lui. Mariage.

### Principaux personnages
Héros / héroïne : Ivan-tsarévitch / Ivan l'Idiot, mais aussi l'orphelin(e), l'idiote, le troisième des frères / des sœurs, surmontent les épreuves posées par les représentants de l'autre monde. Ils connaissent les formules, la conduite à tenir face à ceux-ci. Ils ont une préparation magique. Aussi réussissent-ils là où échouent les frères / sœurs aîné(e)s. La bonté, les qualités d'ordre moral ou psychiques, leur ouvrent la porte du succès, mais il arrive que le héros triomphe par ruse, vol ou tromperie (c'est le héros-trickster). Le héros peut aussi devoir sa supériorité à une naissance merveilleuse (il est né d'un pois, d'une bûche, de la consommation par sa mère d'un poisson aux nageoires d'or, etc.)

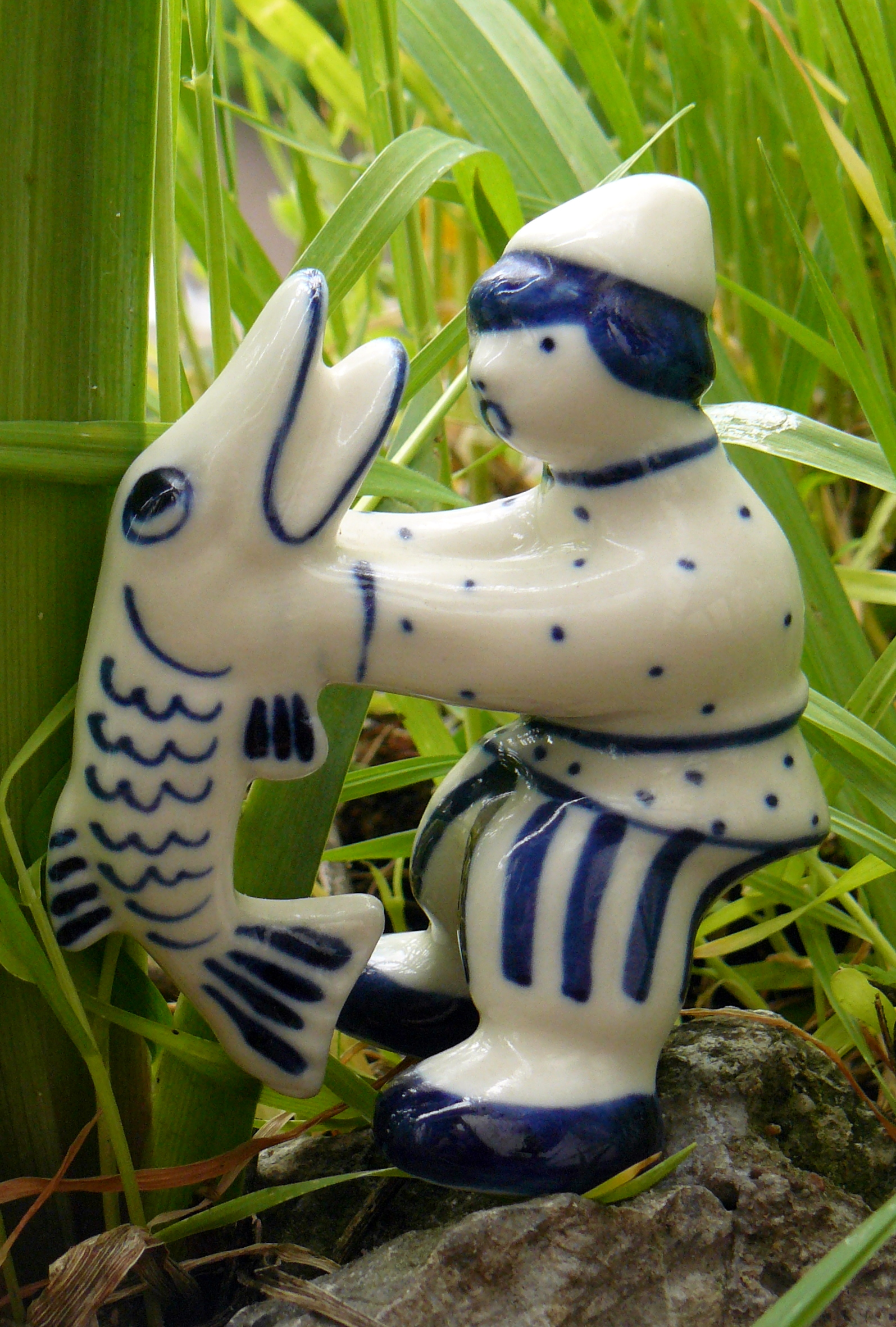
Emelia et le brochet
(Céramique de Gjel, époque soviétique)

Le donateur : Baba Yaga / La baba Yaga. Elle ne marche pas, elle se déplace dans les airs, dans son mortier, ramant de son pilon, effaçant les traces de son balai ; elle vit dans la petite isba de la forêt, elle a des traits de cannibale, parle par formules canoniques, est gardienne du pays de la mort. Pour Vladimir Propp (Les Racines historiques du conte merveilleux, chapitre: La forêt mystérieuse), elle est le chef travesti du rite d'initiation. Elle est aussi considérée comme une ancienne divinité de la chasse, d'où son âge, elle est toujours vieille. Elle est méchante et bonne à la fois. Elle menace et elle fait des cadeaux.
Les adversaires

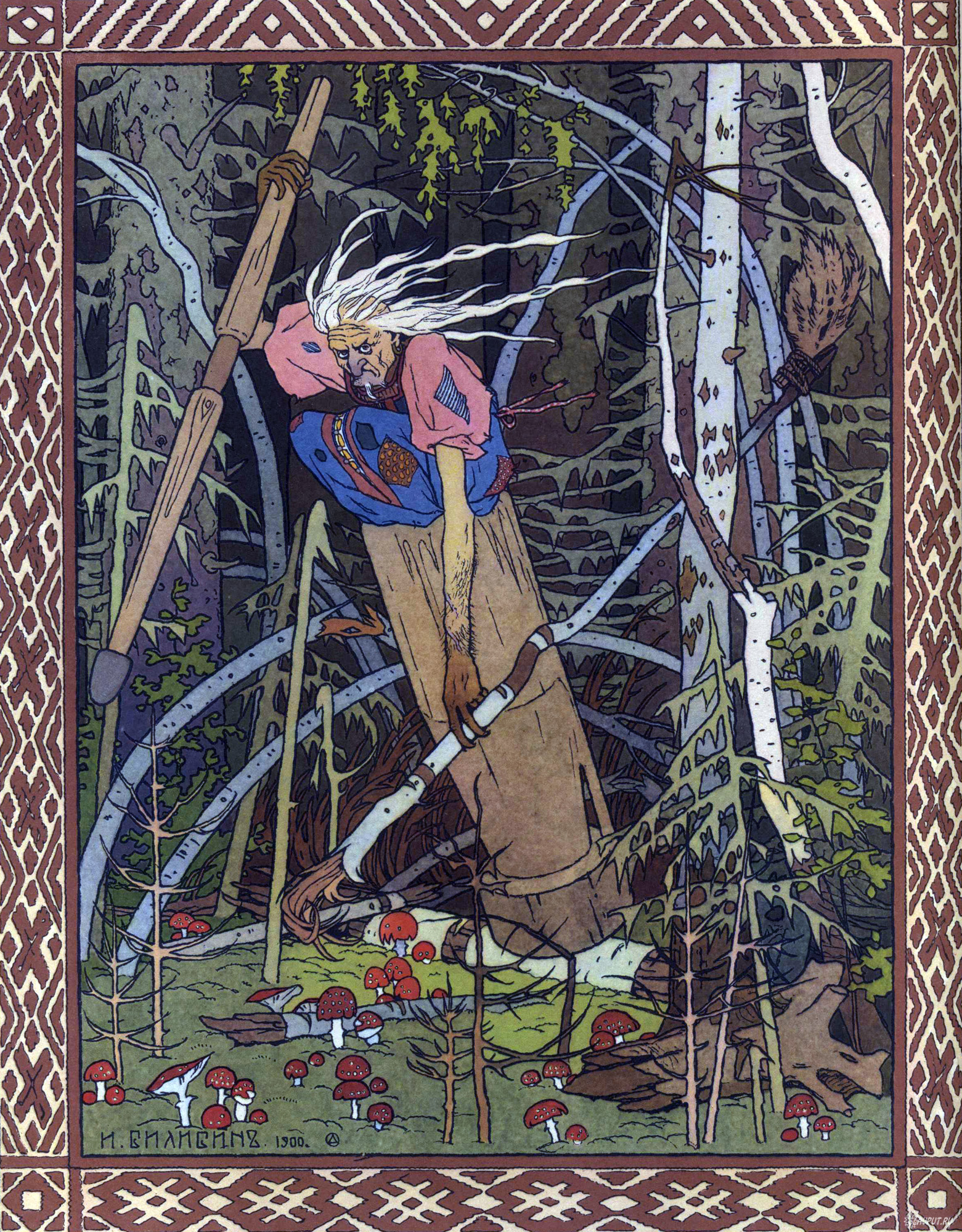
La Baba Yaga (Ivan Bilibine)

Le dragon (Tchoudo-Youdo, Le dragon de la montagne) a plusieurs têtes. Il est défini par ses têtes et par le combat avec lui, combat d'où le héros sort presque toujours vainqueur. Le combat se fait à l'épée, au sabre, à la massue. Il faut couper les têtes du dragon, qui parfois repoussent. Il existe aussi un combat étonnant où chacun des adversaires doit enfoncer l'autre dans le sol. La dragonne, elle, emploie des moyens magiques et pervers pour venir à bout du héros, ou encore ouvre une gueule béante depuis la terre jusqu'au ciel pour le dévorer. Dans ce cas, le héros est secouru par son cheval qui, d'un bond, vole par-dessus la gueule. Propp donne une analyse de ce personnage multiple en fonction de l'évolution des sociétés (Les Racines historiques…, au chapitre Par-delà la rivière de feu).
Kochtcheï (Коще́й) l’immortel : il retient ses victimes féminines prisonnières, en particulier la princesse. Il faut le tuer, ce qui n'est pas facile car sa mort est extérieure à lui : il faut trouver l'œuf dans lequel est cachée sa mort ou, encore, le frapper en son point faible, le front.
Autres adversaires
- L'Oiselle Griffonne ouvre son bec aussi largement que la dragonne.
- Le Chat conteur (Kot Baïoun), énorme chat maléfique qui berce et endort les voyageurs avec ses contes avant de les tuer impitoyablement[21].
- La Méchanceté à un œil (Odnoglazoe) Likho, personnage à mettre en rapport avec le Cyclope.

La Princesse (La Belle Fille, La Fille-Roi, etc.) : elle règne dans l'autre royaume. Sa marque distinctive est l'or. Elle est de toute beauté, mais sa beauté, équivalente à celle du soleil, n'est pas décrite. Elle est auxiliaire magique ou adversaire magique : soit elle aide à résoudre les tâches difficiles, soit c'est elle-même qui les impose. Elle peut être une épouse animale (La Princesse-Grenouille). Elle appartient à l'autre monde et peut ou s'opposer à ce monde-ci ou chercher à s'y intégrer. Elle est ou magicienne (Vassilissa / Hélène la Magique) ou redoutable guerrière (La Fille-Roi). Elle peut aussi être une simple femme-objet qu'il suffit de ravir (Ivan-tsarévitch et le loup gris).

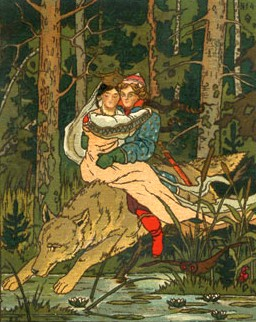
Ivan-Tsarévitch et le Loup gris (Boris Zvorykine)

Les aides ou auxiliaires magiques : animaux ; père, mère défunts ; défunts ; esprits. Sur service rendu, ils viennent en aide au héros, lui révèlent la conduite à tenir, les pièges à éviter, accomplissent les tâches difficiles, tiennent parfois le rôle principal (Ivan-tsarévitch et le loup gris).
Les faux-héros : frères ou sœurs (aînés ou demi), conseillers, serviteurs, généraux, ministres. Ils cherchent à profiter de la victoire et des acquisitions du héros. Ou bien ils le mettent traitreusement à mal et s'en débarrassent, ou bien, placés devant les mêmes épreuves que lui, ils réagissent à contre-sens. Ils sont punis par les aides magiques ou le donateur, acquis à la cause du héros et qui le ressuscitent si nécessaire (Ivan-tsarévitch et le loup gris, La marâtre et la belle-fille…)

### Quelques lieux magiques
- l'île Bouïane
- la rivière de lait (молочная река) aux rives de gelée (кисельные берега).

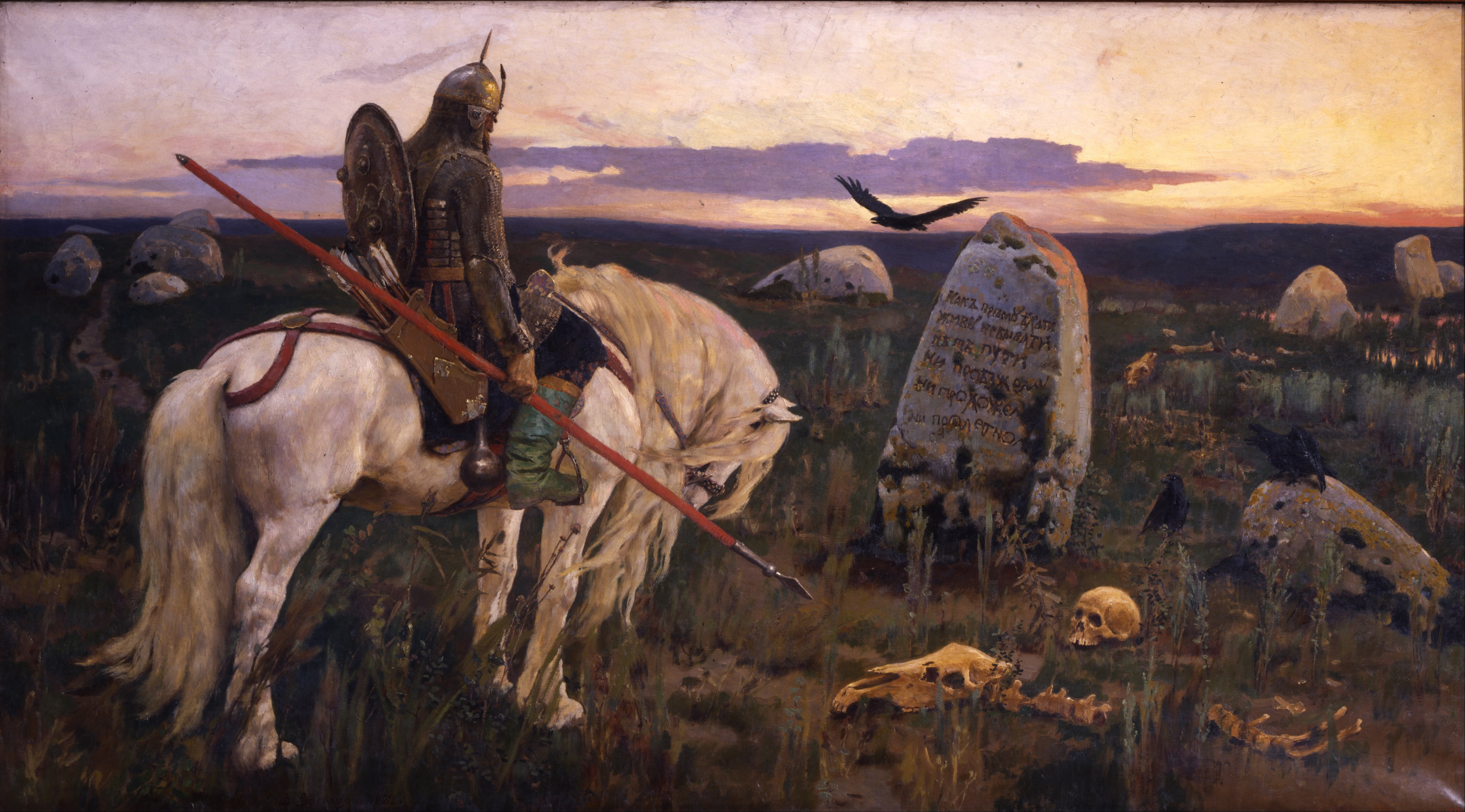
Le Chevalier à la croisée des chemins (Viktor Vasnetsov).

- le pont d'obier sur la rivière de feu, limite entre les deux mondes
- le croisement fatidique. On y lit l'inscription : « Quiconque ira tout droit, aura froid et faim ; quiconque ira à droite, sera sain et sauf, mais perdra son cheval ; quiconque ira à gauche sera tué, mais son cheval restera en vie » (il existe de nombreuses variantes)[22].
- les trois royaumes (de cuivre, d'argent et d'or), situés, soit au-dessous du monde réel (on y accède par un trou), soit sur une montagne
- la montagne d'or, ou de cristal…

### Quelques objets et accessoires magiques
- l'eau vive et l'eau morte (ou : l'eau de force et l'eau de faiblesse)
- la pelote, ou la boule, qui roule toute seule sur le chemin et conduit le héros[23].
- la brosse, le peigne, la serviette (ou le foulard) qui se transforment en forêt, montagne, lac, etc. dans le motif de « la fuite magique », et protègent les héros de leurs poursuivants
- la nappe toujours servie, le tapis volant, le miroir magique, la chapka d'invisibilité, les bottes rapides[24]…

### Épithètes, expressions et phrases récurrentes

#### Épithètes conventionnelles
Parmi les exemples ci-après, beaucoup apparaissent déjà dans des bylines (antérieures aux versions collectées des contes), souvent de façon quasi mécanique, un peu à la manière des épithètes obligées dans l'Iliade ou l'Odyssée grecques :
- la mer / l'onde est toujours bleue (синее море)[25]. Selon Vasmer[26], le terme море (morié) ne signifie pas à l'origine mer, mais marais. Il s'agit dans la tradition orale d'une vaste étendue d'eau non précisée. D'où : « l'onde ». On peut d'ailleurs y trouver un brochet ou une écrevisse !
- la vaste plaine (широкое поле, чистое поле).
- la sombre forêt (тёмный лес), l'épaisse forêt (густой, дремучий лес) ; lieu d’initiation, d’épreuve, demeure de la baba Yaga.
- la terre humide (сырая земля)[27].
- les vertes prairies (зеленые луга) ; les prairies interdites (заповедные луга).
- le soleil étincelant (красное солнце); la lune claire (ясный месяц).
- le loup gris (серый волк) ; le lièvre bigle (косой заяц)…
- la tête hardie (буйна голова) (d'un héros, d'un guerrier).
- les blanches mains (белые руки) (d'une jeune fille, d'une princesse).
- la « lumière blanche » (белый свет), signifiant « le monde des vivants ».

#### Expressions et phrases rituelles
- "non pas de jour en jour, mais d'heure en heure" (« не по дням, а по часам ») : se dit d'un futur héros encore enfant pour décrire sa croissance surnaturelle.
- "La bouche ne peut le dire, la plume ne peut le décrire" (« Ни в сказке сказать, ни пером oписать ») (en parlant de quelque chose ou quelqu'un d'une grande beauté, généralement la princesse ou le héros transfiguré).
- "Il marcha, marcha" (« Шёл-шёл ») : pour évoquer la longueur du chemin
- Formules d'indétermination de temps et de lieu, propres au conte merveilleux :
  - "(Chemina-t-il) longtemps ou non, près ou loin…" (« Долго ли, коротко ли, близко ли, далеко ли… ») ;
  - "Conter, c'est vite fait, agir, c'est bien plus long" (« Скоро сказка сказывается да не скоро дело делается »).
- "L'épreuve, tu la cherches ou tu la fuis ?" (« Дела пытаешь, аль от дела лытаешь? » (formule rituelle de mise à l'épreuve du héros par la donatrice).
- "Ce n'est pas (encore) le malheur, le malheur viendra plus tard" (« Это (ещё) не беда, беда впереди будет ») : pour annoncer de futures péripéties.

L'arrivée du héros chez la Baba Yaga (ou plutôt chez une baba Yaga, car il peut y en avoir plusieurs) respecte un rituel bien défini :
- le héros ordonne à l'isba montée sur pattes de poule de se tourner « le dos à la forêt, le devant de son côté » (« Избушка, избушка : встань к лесу задом, ко мне передом ! »)
- la baba Yaga remarque que « cela sent la chair russe » (« Здесь русский дух, здесь русью пахнет! ») et menace de dévorer le héros (mais ne le fait jamais).
- celui-ci lui rappelle qu'elle doit d'abord se conformer aux règles de l'hospitalité
- une fois lavé, nourri, reposé, le héros explique le but de sa quête et la baba Yaga, devenue son alliée / la donatrice, lui fournit un conseil (un aide ou objet magique…) qui lui permettra de parvenir à ses fins.

### Études sur le conte merveilleux russe
Les premiers recueils de contes pseudo littéraires en Russie paraissent à la fin du XVIIIe siècle. Leurs auteurs (Tchoulkov, Popov, Levchine) recueillent des récits provenant de sources diverses (contes oraux, mais aussi chants épiques ou bylines, romans d'aventure, dont des œuvres étrangères traduites ou adaptées), récits qu'ils présentent sous une forme littéraire au style alambiqué. Ils livrent leurs réflexions sur ce genre : ainsi pour Tchoulkov, le conte sert-il uniquement à divertir, alors que Levchine leur trouve un rôle éducatif et historique, même si la fidélité aux sources n'est pas leur souci premier. Le recueil de Pierre Timofeïev, Contes russes (Moscou, 1787), se distingue toutefois par sa qualité et son souci d'authenticité.
Ces recueils de contes, ainsi que les éditions de colportage appelées loubok (l'équivalent de la Bibliothèque bleue en France) étaient alors destinés aux classes moyennes, et méprisés par l'élite. Pourtant, on remarque que les plus grands écrivains russes, de la fin du XVIIIe siècle aux années 1820, sont souvent des lecteurs assidus de ces textes, comme Alexandre Radichtchev ou Alexandre Pouchkine.
Au XIXe siècle, à la suite des frères Grimm en Allemagne, des amateurs de tradition orale russe commencent à collecter des textes de contes, légendes, chants épiques, chansons, chants spirituels, etc., de manière de plus en plus fidèle et scientifique. De 1855 à 1864 paraissent dans une première édition les huit fascicules des Contes populaires russes d'Alexandre Afanassiev. Sa deuxième édition, publiée en 1871, un an après sa mort en 1870, introduit la classification évoquée ci-dessus. Elle fera l'objet de plusieurs rééditions par la suite. Afanassiev est l'un des premiers à s'efforcer de rester fidèle aux textes qu'il publie.
L'intérêt des spécialistes pour les contes s'éveille après la publication en 1859 du recueil de contes indiens du Pañchatantra, commenté par Theodor Benfey . En 1910, alors que paraît la classification générale des contes-types du Finlandais Antti Aarne (complétée ensuite par Stith Thompson), V.V. Sipovsky propose une classification raisonnée des romans-contes de Tchoulkov et d'autres auteurs de cette époque, en les résumant et en mentionnant leurs sources possibles. S.V. Savtchenko publie en 1914 un ouvrage intitulé Le conte populaire russe : histoire de sa collecte et de son étude.
En 1911 une « Commission du conte » est créée au sein de la Société russe de géographie. Suspendue, elle est rétablie en 1924 sous la direction de S.F. Oldenbourg. Elle publie une revue annuelle comportant des études sur les contes régionaux et sur le conte en général. A.I. Nikiforov, spécialiste du conte merveilleux du nord de la Russie, commence à étudier la proximité des sujets de contes dans différentes traditions orales, ainsi que la structure et la morphologie des contes ; il s'intéresse aussi au schéma des personnages (le « modèle structurel des actants » d'Algirdas Julien Greimas s'y apparentera des décennies plus tard).
La Morphologie du conte merveilleux russe de Vladimir Propp paraît en 1927 ; l'auteur y analyse les structures narratives du conte merveilleux. Cette étude est complétée sur le plan diachronique par Les Racines historiques du conte merveilleux, où il s'appuie sur la thèse d'une origine basée sur des rites initiatiques, dont l'interprétation se modifie au fur et à mesure de l'évolution de la société. Ces deux ouvrages ne seront traduits que bien plus tard en français (en 1965 et 1983). Claude Lévi-Strauss a consacré en 1960 à la Morphologie du conte un article bien connu, qui a été mal reçu par Propp, en raison notamment de malentendus linguistiques. L'approche structuraliste est de façon générale assez mal reçue dans le milieu des folkloristes russes et soviétiques. L'article L'étude structurale et typologique du conte de E.M. Meletinski ne verra le jour qu'en 1973, dans l'édition de la Morphologie du conte de Propp.
N.P. Andreïev, collègue de Propp et de Nikiforov au sein de la Commission du conte, avait établi vers 1930 un Index des contes, basé sur le système d'Aarne (que Propp avait critiqué), et appliqué aux contes russes. Cinquante ans plus tard, en 1979, paraîtra l’Index comparatif des sujets de contes (Contes des Slaves de l'Est), de Lev Barag, I. Berezovsky, K. Kabasnikov et N. Novikov, qui fait toujours autorité. Andreïev a également rédigé une préface et des commentaires pour une édition russe des contes de Charles Perrault.
Certains rapports entre le conte populaire et la littérature russes ont été étudiés par M.K. Azadovsky dans Le Folklore et la littérature, paru en 1938, puis par E.V. Pomerantseva-Hoffmann. D. Zelenine, de 1934 à 1954, s'est intéressé à la valeur magique des contes, revenant sur la notion des rites archaïques, ainsi que des tabous régionaux. Meletinski s'intéresse au héros victime du conte merveilleux et aux liens entre mythe, conte et chant épique. Les écoles du structuralisme et de la sémiotique russes se développent à partir des années 1960-70, à Tartu (Estonie) et à Moscou. Un grand nombre de ressources sont actuellement disponibles sur le site de l'université de Tartu (voir Liens externes). Un système informatique d'analyse du conte y a été notamment développé par A.V. Kozmine, A.S. Arkhipova et A. Rafaeva ; on y trouve aussi entre autres un principe alternatif de mise en catalogue des contes, dû à la Lituanienne Bronislava Kerbelite.
Un des centres majeurs de l'étude du folklore (la « folkloristique ») russe est, à part Moscou, l'université de Leningrad/ Saint-Pétersbourg où enseigna et travailla toute sa vie Vladimir Propp, ainsi que la section folklore de la Maison Pouchkine qui édita et édite toujours la revue Le Folklore russe.

## Contes « réalistes », « novellistiques », « anecdotiques »

### Caractéristique
Propp en donne une caractéristique dans Le Conte russe. Les trois appellations s'appliquent. Les contes sont « réalistes » parce que le merveilleux n'existe plus ou est rabaissé (Le Diable trompé). Ils sont « novellistiques » parce que, tout en gardant le schéma structurel du conte merveilleux, ils constituent de petits récits attrayants proches de la nouvelle (Les Marques de la princesse). Ils sont « anecdotiques » parce que, pour un grand nombre d'entre eux, ils se terminent en anecdote, le rire étant leur moteur essentiel (Le Pope et le Valet). La composition du conte merveilleux est alors abandonnée. L'intrigue se réduit à l'antagonisme entre un héros et un antihéros ou à une opposition entre le héros et un groupe d'adversaires. Le héros sort toujours vainqueur (antagonisme de classe, sexuel, etc). La composition est simple et brève, le recours au dialogue est de mise. Ces contes sont un important témoignage sur les mœurs et la langue parlée paysanne du XIXe siècle. Mais les histoires contées sont toujours incroyables, c'est ce décalage entre l'environnement, la langue, et une action farfelue ou remettant en cause le bon sens qui provoque le rire (histoire de celui qui, pour boire, ôte son crâne et s'en sert comme d'une coupe).

### Origine
Pour Propp, le conte « réaliste » ne remonte pas aux sociétés à économie basée sur la chasse, mais aux sociétés à agriculture primitive (telle l'Égypte ancienne qui en fournit des exemples).
Son disciple Iouri Ioudine (1938-1995) cherche l'origine de certains motifs et détermine que nombre d'entre eux remontent au cycle d'initiation, mais avec une forte déformation des motifs.

### Quelques sujets de contes réalistes
- Contes intermédiaires entre contes merveilleux et contes réalistes : La Princesse Turandot
- Contes sur les jeunes filles avisées (Alionouchka et les brigands) ou sur les épouses soumises
- Contes sur les habiles résolveurs d'énigmes : Le Criquet
- Contes sur les habiles larrons : Klimka le larron
- Contes sur le seigneur (barine) et le valet ; les popes ; les idiots ; les femmes et leurs défauts (méchantes, volages, stupides, bavardes…) ; les bouffons.

## Contes cumulatifs
Appelés koumoulativnye ou tsépotchnye skazki (contes en chaîne) en russe, cumulative tales en anglais, ils correspondent au français : randonnées. Propp, dans un article qui leur est consacré, et dans son livre cité Le Conte russe, revient sur leur composition.

### Composition
On a une série répétitive croissante d'actions toujours semblables jusqu'à un point de rupture : la série est alors interrompue ou repart en progression décroissante. Ainsi, dans le conte Teremok (La Haute Demeure) : « Une mouche entre dans une jarre vide // Puis viennent y habiter (un moustique, une grenouille, un coq, un lièvre, la renarde, le loup // Puis arrive l'ours qui s'assied sur la jarre et les écrase tous. »
Le schéma tripartite est le suivant : [ situation initiale // chaîne // dénouement ].

### Répertoire
Bien des contes russes dits d'animaux sont en fait des contes cumulatifs (Afanassiev n'avait pas envisagé cette catégorie). Ainsi : La Petite Galette ronde, Le Coq et la Poule, Les Champignons, Les Bêtes dans le fossé… Certains contes dits réalistes sont aussi des contes cumulatifs (exemple : L'Échange). Par ailleurs, certains contes merveilleux contiennent des éléments d'accumulation (La Princesse qui ne riait jamais).
Certains de ces contes sont des contes à formule (exemple : La Haute Demeure, avec la formule : « Qui, mais qui donc vit dans cette haute demeure ? », ou Le Navet : « Et de tirer, et de tirer, et pas moyen de l'arracher »), d'autres sont sans formule (exemple : L'Échange).
Ces contes sont très appréciés du public enfantin, ils sont quelquefois proches des chansons (comptines). Ils apprennent aux enfants de façon amusante le comptage. Propp rapproche ici pensée enfantine et pensée dite primitive.

## Contes d'aventures, épiques et « historiques »
Ces catégories (avantiournye, bogatyrskie, istoritcheskie skazki) sont proches les unes des autres. Les premières racontent les hauts faits de héros légendaires (Ilya Mouromets, etc.) et constituent des versions en prose des bylines. Les contes dits « historiques » se réclament de personnages ayant existé, comme Pierre le Grand, mais leur attribuent des faits fantaisistes ou exagérés, parfois sur le mode humoristique.

## Le contage
Ainsi, il n'y a de relevés de collecte avérés qu'à partir du milieu du XIXe siècle. Cependant, des collectes avaient déjà été faites, comme celle de Pavel Iakouchkine dans les années trente (sa collection a été partiellement intégrée dans le recueil d'Afanassiev, mais elle est restée anonyme, la plupart des manuscrits d'Afanassiev ayant disparu).
Des collectes sciemment voulues commencent avec le révolutionnaire Khoudiakov qui publie en 1862, tout de suite après Afanassiev, ses Contes grand-russes, recueillis dans les régions centrales de la Russie. Malheureusement, l'auteur ne dit rien sur ses conteurs ni sur les circonstances du contage. Les recueils qui suivent (ceux de Smirnov pour la région de Samara, d'Ontchoukov et des frères Sokolov pour le nord de la Russie, de Zelenine pour l'Oural, etc.) s'intéressent de plus en plus aux conteurs eux-mêmes et, donc, à la vie des campagnes. Cette tendance est le résultat non seulement d'une évolution de la science, mais de relevés, non moins importants, concernant chants épiques, lamentations et autres formes de chansons.
Au XXe siècle, des recueils sont consacrés au répertoire de tel ou tel conteur ou barde, célèbres dans leur région (par exemple, Lomtiev, Novopoltsev, Barychnikova, Korgouïev…). Les conditions dans lesquelles ces maître(sse)s de l'art de la parole ont pu développer leur talent sont étudiées. L'alphabétisation de masse porte un coup fatal à leur répertoire, puis à leur existence (qui s'est tout de même prolongée jusque dans les années 1960). Le contage est désormais dépendant de l'écrit (voir Propp, Le Conte russe, déjà cité ; Du côté des frères Grimm et d'Alexandre Afanassiev, également cité)

## Liens avec le folklore d'autres pays
Un grand nombre de thèmes rencontrés dans les contes russes se retrouvent dans le folklore d'autres pays, parfois très éloignés de la Russie. François-Marie Luzel écrit par exemple dans la Préface de ses Contes populaires de Basse-Bretagne : « Une des choses qui m'ont le plus frappé, dans nos contes bretons, c'est […] leur ressemblance […] et les traditions analogues d'autres nations, fort éloignées de la Bretagne, mais principalement avec les contes Slaves publiés par M. Alexandre Chodzko, dans son recueil intitulé Contes des pâtres et des paysans slaves. Il n'est presque pas un conte de ce livre […] que je n'aie rencontré, dans les récits de nos chaumières bretonnes. » Il est facile en effet de retrouver dans sa compilation un grand nombre d'analogies avec les contes slaves, et russes en particulier.
Des motifs qui peuvent sembler typiquement russes au premier abord apparaissent en fait étroitement apparentés à des versions de contes publiées dans des pays parfois éloignés, comme celles de Straparola ou de Basile pour l'Italie : l'histoire de Front-de-cuivre par exemple ne peut pas ne pas évoquer Guerrin et l'Homme sauvage de Straparola. D'autres correspondances peuvent être établies avec des romans de chevalerie occidentaux, avec des contes indiens, persans ou arabes antérieurs, etc.

### Recueils de contes en ligne
- (ru) ГПИБ (Bibliothèque historique publique d'État de Russie). Mémoires de la Société géographique impériale de Russie, Département d'ethnographie :
  - N.E. Ontchoukov, Contes du nord, gouvernements d'Arkhangelsk et d'Olonets (t.33).
  - D.N. Sadovnikov, Contes et légendes de la région de Samara (t.12).
  - A.M. Smirnov, Recueil de contes grand-russes (t.44)
- (ru) Netchaïev / Korgouïev, Contes de la Mer blanche sur ImWerden.de.
- (ru) Irina Karnaoukhova, Contes et légendes de la région du nord
- (ru) Hobbytaniya.ru : collection de contes populaires russes
- (ru) Skazki.ru, portail de contes russes
- (en) William Shedden Ralston, Russian Folk-Tales en ligne (archive.org)

### Études sur les contes
- (fr) Vladimir Propp, Le Conte russe, Imago, 2017 (trad. et présent. Lise Gruel-Apert)  (ISBN 978-2-84952-905-8)
- (ru) Bibliothèque électronique fondamentale « Littérature russe et folklore » (ФЭБ / FEB), section Contes
- (fr) Article de Marina Guister : Les études sur le conte merveilleux en Russie (Éditions littéraires et linguistiques de l'université de Grenoble, Féeries 6 | 2009). Consulté le 1er mai 2013.
- (ru + en) Folklore et post-folklore : structure, typologie, sémiotique sur ruthenia.ru (chaire de littérature russe de l'université de Tartu)

### Divers
- (fr) Traduction du Prologue de Rouslan et Loudmila par Jean-Luc Moreau
- (ru) Département de la tradition orale russe de la Faculté de Philolologie de l'Université d'État de Moscou (Lomonossov)